# Ángel Ara Martín
Ángel Ara Martín (Huesca, 22 de julio de 1911-Caracas, 13 de agosto de 1993) fue un productor, docente e investigador español de radio y televisión, nacionalizado venezolano. Pionero en la adaptación de textos literarios para la radio. Su versión de “Don Quijote de la Mancha” en castellano, realizada para la BBC de Londres en 1947, está considerada como un hito en la historia de la radiodifusión. 

## Biografía

### Primeros años
Ángel Ara Martín nació en la localidad española de Huesca, el 22 de julio de 1911. Tenía ocho años cuando su familia se mudó a las Islas Canarias en 1917. Su padre era empleado del Banco de España y su madre pianista. Tuvo tres hermanos: Alfredo, Concepción e Ignacio. Estudió en el colegio del Corazón de María con los misioneros Claretianos, y en 1927 la familia entera regresó a la península. Primero fueron a Badajoz y finalmente a Madrid.
En abril de 1935 publicó su primer libro “Recital de Prosa”, con la editorial El Financiero. El texto se podría describir como un recorrido desde el centro al sur de España con el amor como único protagonista.
De acuerdo con la biografía de la familia, la guerra civil los obligó a exiliarse en la embajada de Chileen Madrid. Allí estuvieron hasta 1939, cuando en medio de otra guerra, la II mundial, Ángel decide partir a Gran Bretaña.

### Londres y la BBC
Ángel Ara viaja a Londres, estudia inglés y hace una especialización en el New College de Nottingham. Cuando Gran Bretaña se une a la Segunda Guerra Mundial, solicita empleo en el recién creado Servicio Latinoamericano de la BBC, donde obtiene el puesto tras realizar cinco entrevistas. Para aquel entonces, la BBC tenía especial interés en llevar a Latinoamérica las noticias de lo que sucedía en Europa, información que intercalaba con programas documentales que producían en Inglaterra y la presencia de profesionales que pudieran escribir bien y en español era de vital importancia para ellos.
Ara redactó los libretos para varias dramatizaciones radiofónicas que se transmitieron a través del Servicio Latinoamericano, entre las cuales destacan:
“Los Reyes Magos” (emitido el 6-7/01/1941),
“Sueño y realidad de los ferrocarriles”12-13/02/1941),
“La gran peregrinación” (26-27/02/1941),
“This Bill is Law” (19-20/03/1941), “Granados” (24-25/03/1941),
“Independencia de Chile” (s. f. conocida),
“Cuatro días de mayo” (25-26/05/1941)),Independencia de Ecuador” (10-11/08/1941).
También realizó la serie de charlas titulada “Españoles ilustres en Gran Bretaña, presentando una de ellas el 24/12/1941.
En 1944 es ascendido a director del departamento de radioteatro y documentales. Hasta ese momento, el departamento había estado a cargo del locutor colombiano Jorge Camacho.

### El Quijote
En 1947 adaptó y produjo una versión del Quijote en formato radioteatro para celebrar los 400 años del nacimiento de Miguel de Cervantes y Saavedra. Se hicieron 27 episodios de media hora de duración que se estrenaron en octubre del mismo año. La BBC regaló ediciones del programa a diferentes emisoras de habla hispana, por lo que la transmisión perduró en el tiempo. Los intelectuales de la talla de Elena Poniatowska lo recuerdan como “un hito en la cultura hispana”.
Esta producción fue de enorme complejidad, y así lo reconocen varios textos sobre la materia. De hecho, Gerard Mansell, en su libro “Let truth be told: 50 years of BBC external broadcasting” describe a Ara como uno de los “más destacados productores de largometrajes históricos dramatizados de su historia.”.
La BBC también editó en Londres una publicación donde presentaba la versión radiofónica de Don Quijote. Escrita en castellano, se titulaba “Miguel de Cervantes Saavedra, 1547-1616. IV centenario”. El capítulo correspondiente al libreto fue escrito por Ara y el de la música por Manuel Lazareno.
Debido al éxito alcanzado con “El Quijote", la BBC decidió preparar una versión en inglés  de tres horas de duración. Algunos textos indican que Ara y sus colaboradores no habrían quedado especialmente satisfechos con el trabajo logrado, ya que distaba mucho de lo que implica el texto en español. Sin embargo, The Listener, el periódico editado por la BBC, recibió muchas cartas de felicitación por aquella adaptación radiofónica.
Mientras estuvo en la BBC, Ara también trabajó con la UNESCO. Según sus propias palabras, la BBC lo cedía a UNESCO cuando así era requerido.

### Venezuela
La fama de Ara llega a Venezuela y la empresa de publicidad Corpa, que manejaba la cuenta de la petrolera Shell, lo invita a conocer el país. La intención era ofrecerle trabajo para desarrollar programas documentales para radio y televisión que reseñaban el aporte de la empresa en la región. Ara pensó que la BBC igualmente podría cederlo por algún tiempo mientras decidía si le gustaba Venezuela o no, pero la BBC no aceptó, pues Shell era una empresa en situación completamente diferente a UNESCO.
En 1955, se instala en Venezuela para desarrollar programas de difusión de la empresa Shell, primero a través de Corpa y después, directamente con la Unidad Fílmica de la compañía petrolera. Trabajó en los estudios a cielo abierto de Televisa y luego en los recién inaugurados de RCTV. Produjo el célebre “Así es mi tierra” y viajó con un equipo de cine por todo el país. Filmaban toneladas de pies de películas que Ara luego editaba, creando así documentales de corta duración, como es el caso de “Cubagua”, “Llano adentro", “Lake Maracaibo”, “Pueblo petrolero” y “Caracas” entre otros.

## Docencia
En 1958 es invitado por Héctor Mujica y Antonio Pasquali a dar clases en la escuela de periodismo de la Universidad Central de Venezuela. Ara jamás había sido profesor, pero supo entusiasmar a sus alumnos con sus conocimientos sobre producción, realización y adaptación de guiones para radio y televisión. Ara llegó a ser jefe del Departamento de Información Audiovisual de la Escuela de Periodismo —Facultad de Humanidades y Educación— de la Universidad Central de Venezuela y coordinador de Asuntos Culturales y Científicos de la Shell.
En 1967 publicó su libro “Del arte y oficio de escribir para la radio: Los clásicos y el micrófono" como tesis de ascenso en el escalafón universitario. Este libro sigue siendo material de consulta a la hora de adaptar obras de teatro y textos dramáticos a diferentes formatos.
Ara había viajado varias veces a España por cuestiones de trabajo. No obstante, transcurrieron 50 años hasta que regresara a su Huesca natal, en compañía de su hijo Edward, en 1968.
En 1970 se crea la Unidad de Servicios Multimedia de la Universidad Simón Bolívar y Ángel Ara, junto a Segundo Serrano Poncela, Benjamín Mendoza, Antonio Pasquali y Roberto Chang, fueron invitados por el rector Ernesto Mayz Vallenilla a preparar un informe sobre televisión educativa en Venezuela.
En 1975 la Unidad de Servicios Multimedia cambia su nombre a Unidad de Medios Audiovisuales y Ara es elegido como su director hasta 1982
Ara llevó la televisión a la USB, coordinando la construcción de los estudios de TV que hoy tiene la universidad. Esta labor la realizó con el apoyo y asesoría de ingenieros de la BBC de Londres. En la USB, desarrolló y aplicó lo que él llamó la Metodología Audiovisual Integrada (MAVI). Esta metodología se basa en la aplicación a la educación de las 5W o preguntas básicas que nos hacemos al comunicar: Qué, Quién, Cuándo, Dónde y Por qué. (What, Who, When and Why).
En 1978, Ara hace una valoración de lo que fue, treinta años atrás, la realización del Quijote para radio. Escuchar de su propia voz lo que significó ese momento épico en la historia de las telecomunicaciones, tal vez nos acerca más al tamaño de su obra.
Ara se jubiló en 1982, pero siguió relacionado con la universidad. En 1987, cuando se crea la Fundación para el Desarrollo Audiovisual (Artevisión USB), fue parte de la junta directiva como miembro externo.
A lo largo de su vida, el Dr. Ara tuvo la oportunidad de compartir con relevantes figuras de la cultura alrededor del mundo. Gracias a su labor en la BBC trabajó con George Orwell. También en Londres coincidió con Luis Cernuda, el músico Manuel Lazareno, a quien le encomendó la música de El Quijote y al que dedicó su libro “Los clásicos y el micrófono” y un gran grupo de actores españoles y latinoamericanos que él mismo seleccionó para realizar “El Quijote”, entre los cuales destacaba Pedro Pablo Ayuso.
Dada su condición de refugiado durante la época de Franco, Ara también compartió con compatriotas españoles como el crítico literario Rafael Martínez Nadal, la bailarina Jacinta Castillejo, el educador José Castillejo, los poetas Luis Portillo y Pepito Estruch entre otros.
La labor de Ángel Ara en tiempos de la II Guerra Mundial y del exilio de españoles en Gran Bretaña es de tal magnitud que la escritora María Dueñas lo presenta en su libro “Sira” como un personaje más. Es impresionante la manera en que la autora lo describe sin haberlo conocido. En un artículo publicado en El País sobre la BBC en Londres después de la II Guerra Mundial, la autora menciona a Angel Ara como una de las figuras de gran relevancia en la BBC.
Hay que destacar su especial relación con el pintor Gregorio Prieto, a quien llegó a representar en Venezuela como marchand de arte. La prueba de esa larga amistad reposa a manera de cartas y tarjetas de felicitación en el Museo de la Fundación Gregorio Prieto de Valdepeñas.

## Fallecimiento
Ángel Ara falleció en Caracas, Venezuela, el 13 de agosto de 1993, tras una larga vida de fructífera labor en toda el área de periodismo y comunicación social, tanto como productor, docente e investigador. Le sobrevivieron su esposa María Teresa Cernuda de Ara y dos hijos, Cristina y Eduardo.